# 文化中心駅 (天津市)
文化中心駅（ぶんかちゅうしんえき）は、中華人民共和国天津市河西区天津市文化中心に位置する天津地下鉄の駅。

## 歴史
- 2018年
  - 4月26日：6号線の駅として開業[1]。
  - 10月22日：5号線の駅が開業し、乗換駅となる[2]。
- 2024年12月28日：11号線の駅が開業[3]。

## 駅構造
5号線・6号線・11号線とも島式ホーム1面2線を有する地下駅である。5号線と11号線のコンコースは地下1階に、6号線のコンコースは地下2階に位置している。5号線と11号線のホームは地下2階に、6号線のホームは地下3階に設置されている。
計画中のZ1線も当駅を経由する予定となっており、同線の駅施設は5号線と11号線の間あたりに南北方向へ向けて設置された予定となっており、ホームは地下3階に設置される予定となっている。
なお現在、Z1線を建設する工事の関係から、11号線から5・6号線への乗り換えは改札外乗り換えとなっている。

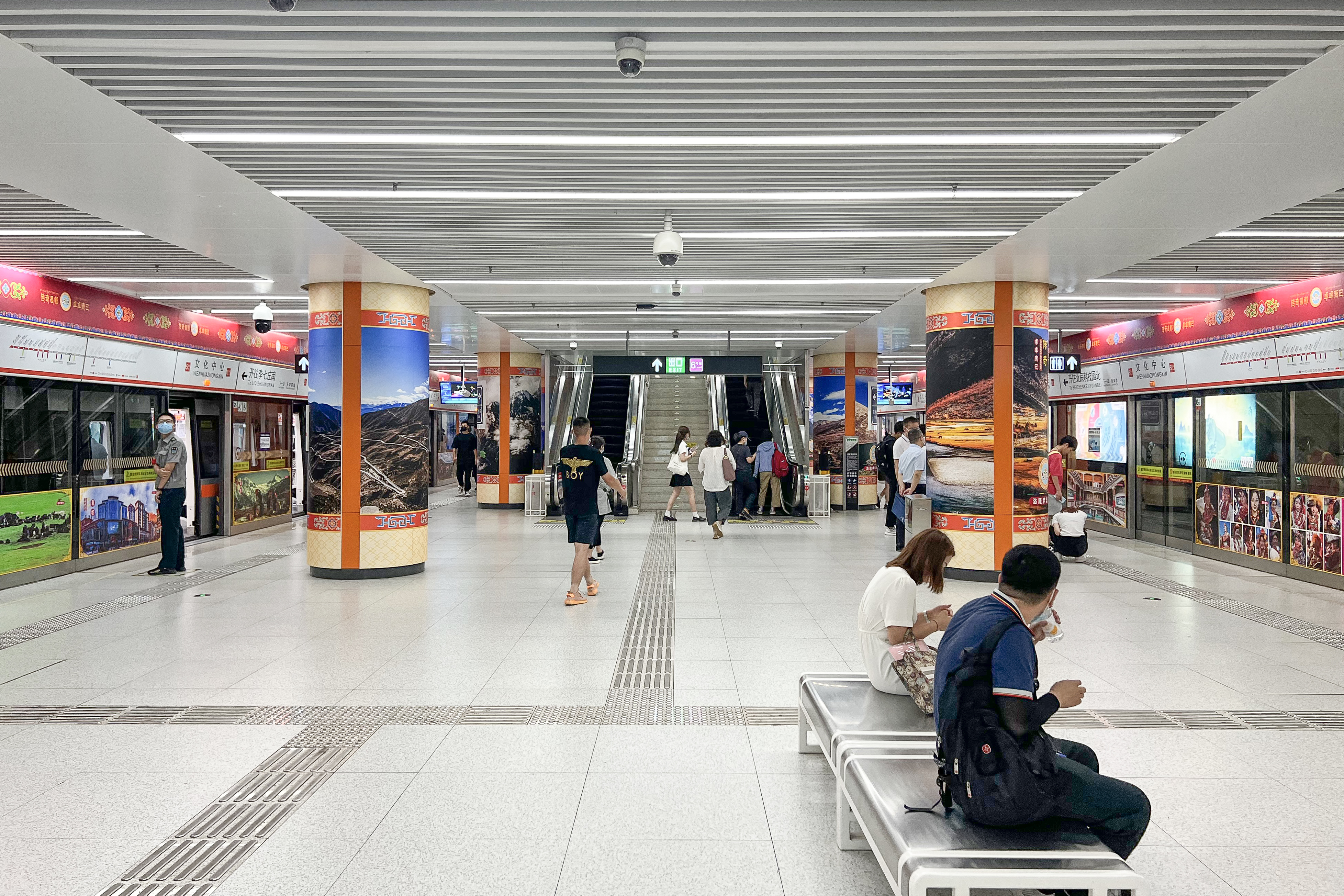
5号線ホーム
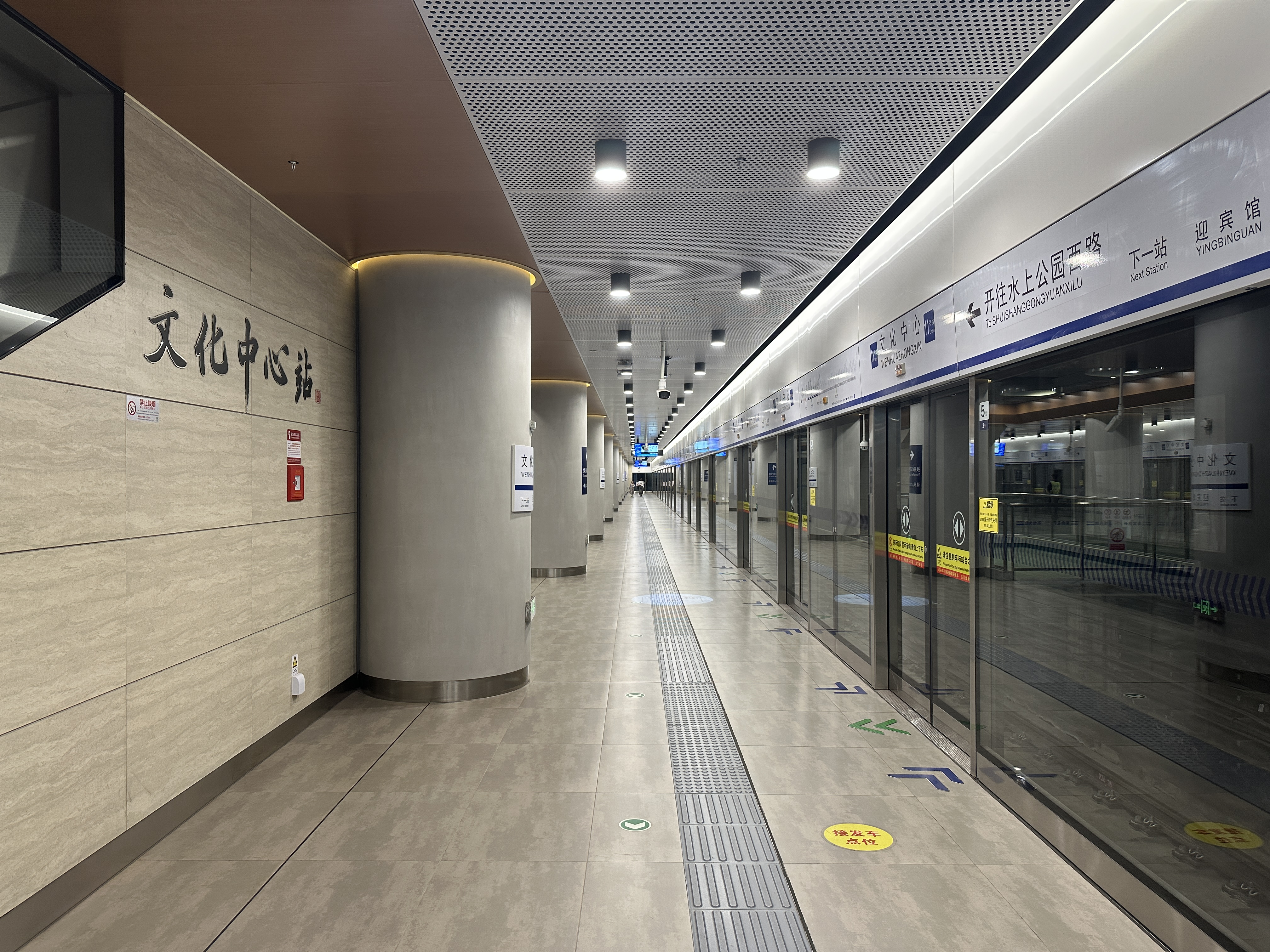
11号線ホーム
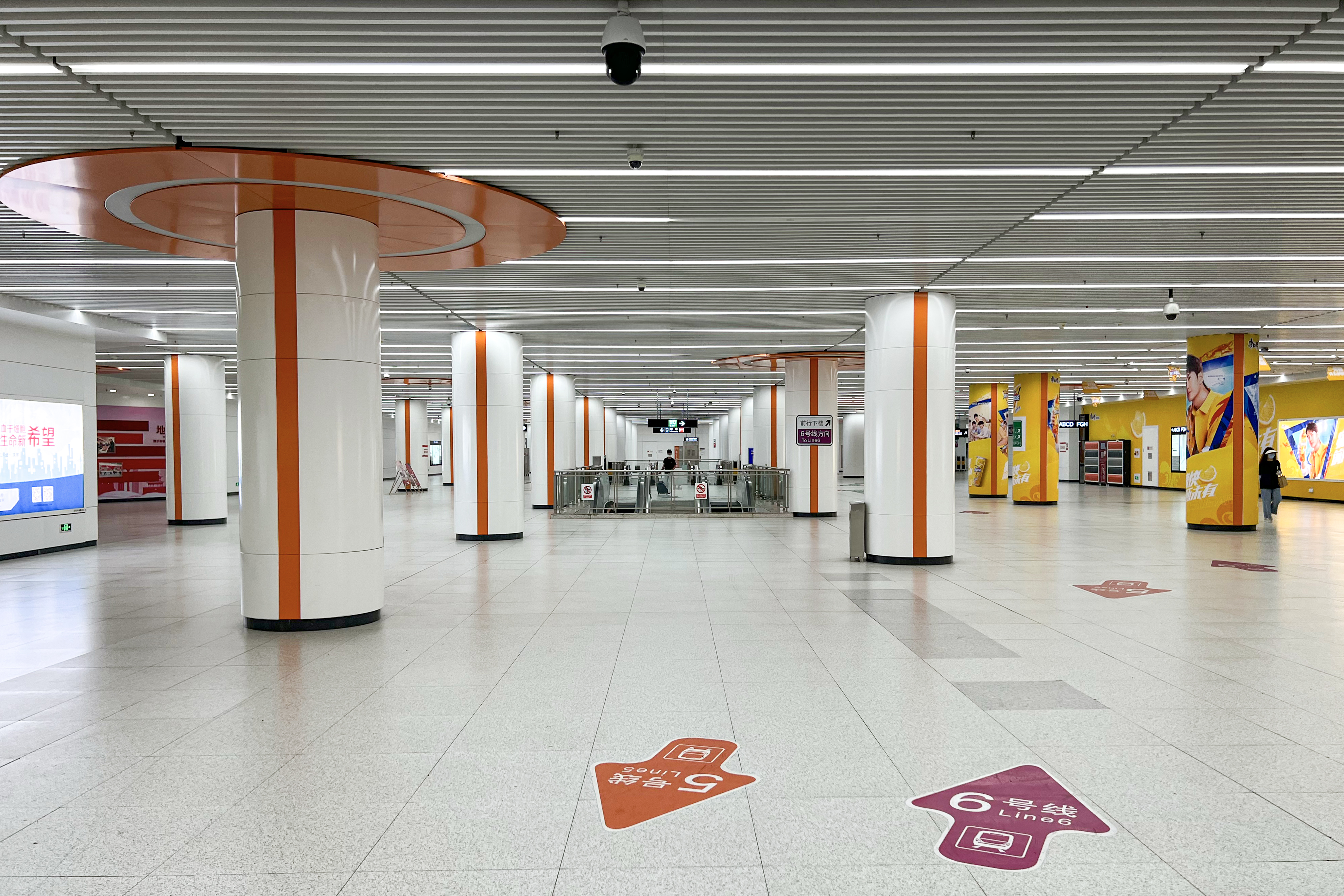
5号線コンコース
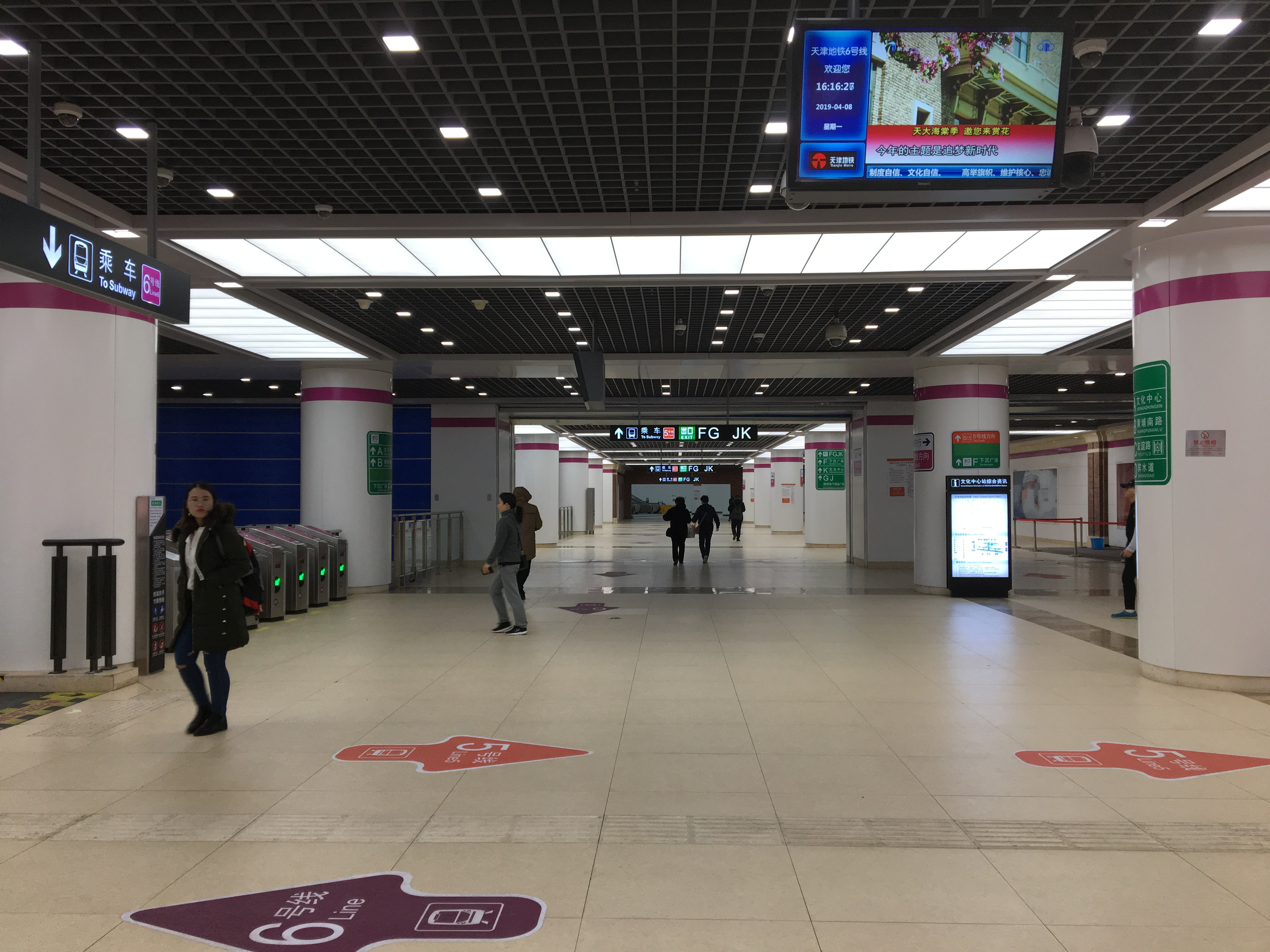
6号線コンコース
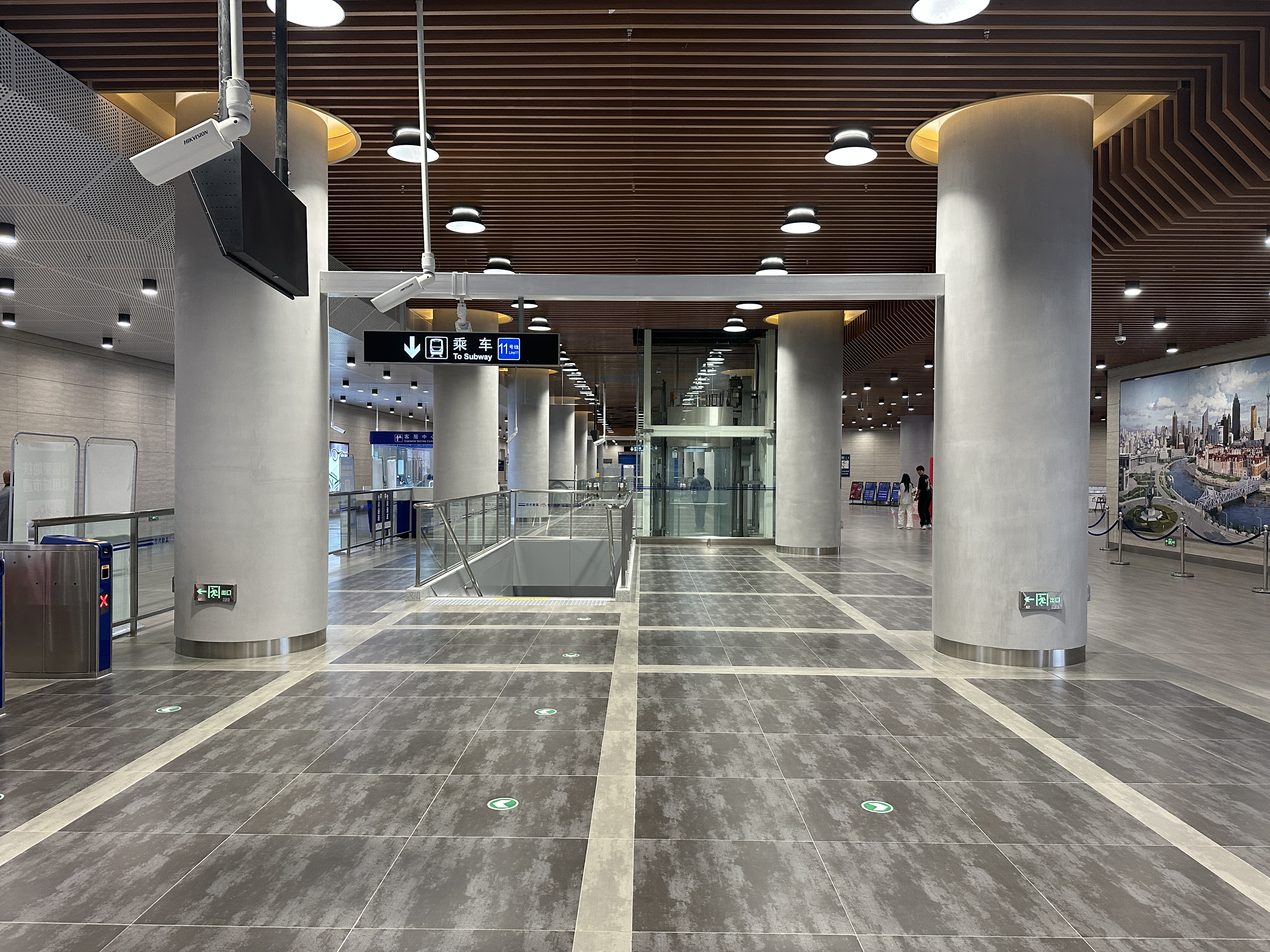
11号線コンコース
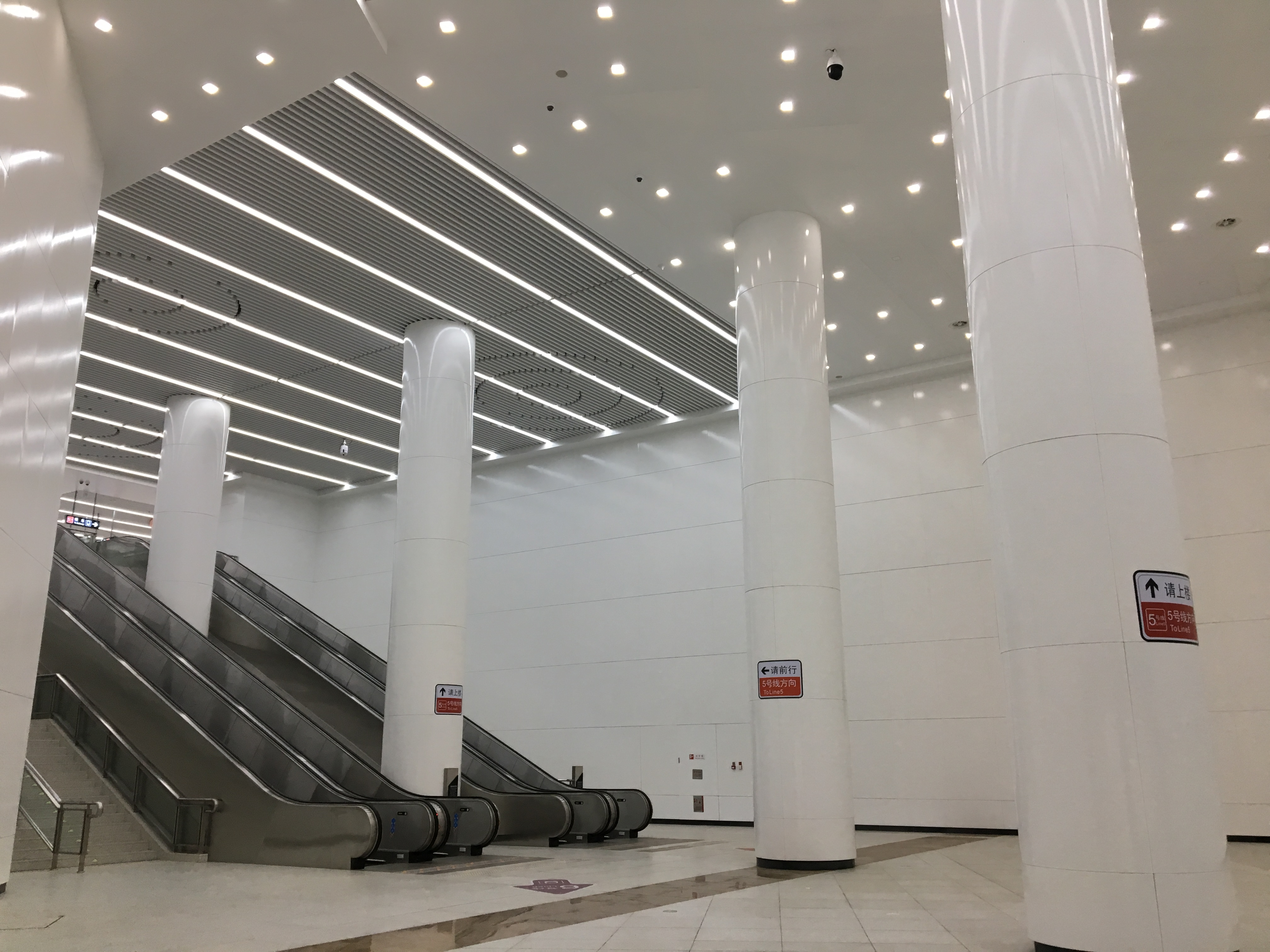
乗換通路（5・6号線間）

## 駅周辺
- 天津市文化中心（中国語版）
  - 市民広場
  - 天津自然博物館
  - 天津万象城
  - 天津博物館
  - 天津美術館
  - 天津図書館
- 友誼公園
- 万順温泉花園
- 旭光里
- 友誼公寓
- 天津農村商業銀行（中国語版） 本社
- 天津大礼堂（中国語版）

## 隣の駅
天津地下鉄
■ 5号線
西南楼駅 - 文化中心駅 - 天津賓館駅
■ 6号線
天津賓館駅 - 文化中心駅 - 楽園道駅
■ 11号線
迎賓館駅 - 文化中心駅 - 医大二院駅